# Days N’ Daze
Days N’ Daze ist eine Band aus Houston, Texas, die eine Art Folk-Punk spielt, den sie selbst als „Riot Folk“, „Rage Folk“ oder „H-Town Thrashgrass“ bezeichnet. Bekannt ist die Band insbesondere für ihre Live-Shows und ihre Touren durch die USA und Kanada, wobei sie die gesamte Bandbreite von Hausmusik bis hin zu Musikfestivals spielt. Ihre Europatourneen führten sie ab 2016 auch durch Deutschland und Österreich. Ihr neuestes Album, Show me the Blueprints, erschien im Jahr 2020 auf dem Label Fat Wreck Chords.

## Geschichte
Gegründet wurden Days N' Daze 2008 von Whitney Flynn und Jesse Sendejas, die beide in Rosenberg, Texas aufwuchsen. Sendejas und Flynn kannten sich aus der High School und wurden in dieser Zeit ein Paar. Anfangs bestand die Band nur aus ihnen beiden: Sie, mit einem musikalischen Hintergrund aus klassischen Klavierstunden in jungen Jahren, gefolgt von einigen Jahren in der Marching Band an ihrer Junior High School in der sie Trompete spielte. Er, ein selbsterlernter Gitarrenspieler, der bereits in frühen Jahren durch seinen Vater, einem Musikkolumnisten der lokalen Houston Press, an die Musik herangeführt worden war. Anfangs fehlte allerdings noch der heute für Days N' Daze charakteristische Sound einer Trompete, da Sendejas der Meinung war, diese passe nicht zu der Musik, die beide spielten. Er änderte seine Meinung aber nach ein bis zwei Jahren konstanter Überzeugungsarbeit durch Flynn.
Flynn schloss die High School frühzeitig vor Sendejas ab und schrieb sich an der Texas State University in San Marcos ein. Sendejas schmiss kurz darauf die High School und folgte ihr ohne Abschluss nach San Marcos, einer Studentenstadt, die beide nur wenig ausstehen konnten. Es folgten ein paar Jahre, in denen beide mehr oder minder stetig auf Tour waren und ihre ersten vier Alben aufnahmen. Diese Aufnahmen entstanden damals wie heute in einem Wandschrank im Haus von Sendejas Vater in Richmond, Texas. In dieser Zeit wuchs die Band auch um zwei weitere Mitglieder an: Marissa Sendejas, Jesses Schwester, am Waschbrett und Freddie Boatright am Waschwannenbass. Laut Sendejas war die Wahl für diese Instrumente anfangs eher eine Kostenfrage. Er und Flynn wollten von Anfang an Punk Musik machen, hatten aber nicht das Geld für Equipment wie etwa ein Schlagzeug.
Flynn brach schließlich ihr Studium mit dem Hauptfach „Entrepreneurship“ ohne Abschluss ab, was teilweise mit dem vielen Touren und daher zu wenig Zeit begründet wurde. Laut Flynn waren aber eine ganze Reihe an weiteren Vorfällen ausschlaggebend, etwa der Tod ihres Großvaters, der für sie eine Art Vaterfigur war und die etwa zeitgleiche Trennung von Sendejas. Dies alles bewog sie um 2012 die Universitätsstadt zu verlassen und einige Zeit ohne festen Wohnsitz zu leben. Flynn managed Days N' Daze heute praktisch eigenständig und kümmert sich neben den Finanzen auch alleine um das Buchen von Touren. Da die Bekanntheit der Band in den letzten Jahren stetig gewachsen und das Managen komplexer wurde, existieren Pläne, ihre Ausbildung im Bereich „Music Business“ fortzusetzen.

„We record everything ourselves; we book everything ourselves; we manage ourselves.“

Anstatt nach ihrer Trennung die Zusammenarbeit in der Band zu beenden, nutzten beide die damit verbundenen Emotionen, um Rogue Taxidermy zu schreiben und aufzunehmen. Das Album ist bis heute (Stand: 08/2018) ihr meistverkauftes auf Bandcamp und einem YouTube-Video des darauf erschienenen Songs Misanthropic Drunken Loner mit über 3,2 Millionen Views. Das Album erschien im gleichen Jahr wie Oogle Deathmachine. Im März 2017 veröffentlichten sie schließlich Crustfall, ein Album auf dem u. a. Scott Sturgeon von Leftöver Crack vertreten ist. Der Name des Albums ist dabei ein Wortspiel zwischen Crust Punk und der Praxis des „Trust fall“.
Die Dynamik zwischen Flynn und Sendejas hat sich über die Zeit sehr gewandelt. Während beide noch immer die Musik für Days N' Daze gemeinsam schreiben, und dies beschreiben, als würden zwei entgegengesetzte Mahlströme miteinander kollidieren, ist es für beide schwierig etwa im gleichen Tourbus zu reisen, ohne anzufangen sich gegenseitig emotional zu verletzen.
In ihrer heutigen Besetzung treten Days N' Daze seit 2014 auf. Als Ersatz für Freddie Boatright wurde Geoff Bell 2013, fünf Tage vor einer anstehenden Tour, spontan als Waschwannenbass-Spieler im Rahmen einer Open Bucket Night rekrutiert. Meagan Michelle kam 2014 an Bord, da der damalige Waschbrett-Spieler aus juristischen Gründen nur eingeschränkt reisen konnte. Days N' Daze standen bereits mit einigen bekannten Künstlern auf der Bühne bzw. haben zusammen getourt. Hierzu zählen unter anderem: Leftöver Crack, We The Heathens, The Infamous Stringdusters, M.D.C., Morning Glory, Night Gaunts (Neuseeland), Cancerslug oder die Band des Black Flag Gründers Chuck Dukowski Sextet.

## Nebenprojekte
Sowohl Jesse Sendejas als auch Whitney Flynn waren und sind über die Jahre in einer ganzen Reihe an Nebenprojektion involviert gewesen. Gemeinsam spielen sie etwa in „Decathect“, einer Band die von ihrem musikalischen Layout mit Gesang (Flynn/Sendejas), Gitarre, Bass und Schlagzeug (Sendejas), eher an „normalen Punkrock“ erinnert. Flynn spielt auch hier Trompete. Der Name „Decathect“ bezeichnet den Akt des Zurückziehens der eigenen Gefühle von einer Person, Idee oder einem Objekt in Erwartung eines zukünftigen Verlusts. Von Decathect existiert bisher nur eine Demo-EP.
Sendejas ist seit 2012 gemeinsam mit seiner Schwester Marissa in der Band „Chad hates George“ aktiv, von der bisher zwei Veröffentlichungen existieren. Außerdem ist er Teil der Band „Escape from the Zoo“, mit der er neben zwei EPs das Album KILLACOPTER (2017) veröffentlicht hat.
Whitney Flynn war integraler Bestandteil des Musik-Kollektivs „My Pizza My World“ mit dem sie vier Alben bzw. EPs veröffentlichte, bevor sich das Kollektiv 2016 auflöste. Heute spielt sie vereinzelt Konzerte als Solo-Künstlerin unter ihrem eigenen Namen oder auch ihrem Künstlernamen „Death By Skwerl“. Bei ihren Solo-Auftritten spielt sie neben Songs von Days N' Daze und My Pizza My World auch neue Stücke auf der Gitarre bzw. der Ukulele. Im November 2017 war sie auf Solo-Tournee in Neuseeland und Australien.
Flynn und Sendejas wirken zudem beide in mehreren Songs von Dirty Harry's 2018 veröffentlichtem Album Get Busy Living Or Get Busy Crying mit.

## Trivia
Whitney Flynn brachte sich das Gitarre spielen selbst innerhalb eines Abends bei, als Sendejas bei einer Show nicht spielen konnte.

„[…] and then Jesse couldn't make a show one night in Oregon. And so I went to a Guitar Center and bought a guitar, like super-glued my fingers and went online, learned our songs and played in front of like 400 people. It was fucking terrifying! But then I kind of forced myself into learning how to play the guitar that way“

In einem Interview von 2017 nannte Flynn als ihre größten Einflüsse Leftöver Crack and Neutral Milk Hotel.
2018 begannen einige der DnD Mitglieder Videos zu publizieren, in denen man die Band Dungeons & Dragons spielen hört. Als Anspielung auf die Gleichlautende Abkürzung sowohl des Band- als auch des Spiele Namens wurde dies als DnDnDnD bezeichnet.

## Diskografie

### Alben
- We Never Said It Was Good (2008)[21]
- Perfectly Dysfunctional (2009)[22]
- Here Goes Nothin' (2010)[23]
- Ward Off The Vultures (2011)[24]
- The Oogle Deathmachine (2013)[25]
- Rogue Taxidermy (2013)[1]
- Crustfall (2017)[26]
- Show Me the Blueprints (2020)[27]

### Splits
- Days N' Daze // Arroyo Deathmatch Split (2012)[28]
- Days N' Daze // Rail Yard Ghosts Split (2014)[29]
- Days N' Daze // Broken Bow Split (2014)[30]
- Thanks Mom! Split w/ Chicos Del Muertos (Live Recordings) (2015)[31]
- Days N' Dayze // Night Gaunts Split (2015)[32]